# Аматитлан (Гватемала)
Аматитлан (исп. Amatitlán) — город в Гватемале, центр одноимённой муниципии с населением 200 тысяч человек (2006 год) в департаменте Гватемала. Население — испаноязычные гватемальцы, а также индейцы маме, киче, какчикели, кекчи.
Расположен на западном берегу озера Аматитлан и в 26 километрах южнее столицы страны Гватемала на автотрассе к Пуэрто Сан Хосе. Аматитлан расположен в зоне свободной торговли Гватемалы, здесь находятся многочисленные текстильные предприятия. Развит также туризм.